# Boxholm (comune)
Boxholm è un comune svedese di 5 236 abitanti, situato nella contea di Östergötland. Il suo capoluogo è la cittadina omonima.

## Località
Nel territorio comunale sono comprese le seguenti aree urbane (tätort):
- Boxholm
- Strålsnäs